# Еврейское кладбище (Леддеркен)
Еврейское кладбище в Леддеркене (нем. Jüdische Friedhof Ledderken) — бывшее кладбище еврейской общины, расположенное в районе Леддеркен вестфальского города Виттен; было официально открыто в 1893 году; на территории в 1720 квадратных метров до сих пор находится около 130 надгробий; является охраняемым памятником города.

## История и описание
Самое старое еврейское кладбище в регионе находилось на горе Хелененберг: оно было официально открыто в 1867 году, но закрыто уже в 1900, поскольку его нельзя было расширять. В XX веке, во времена национал-социализма, оно было сровнено с землёй. Сегодня на старом месте находится мемориальный камень, а некоторые сохранившиеся надгробия были переустановлены на кладбище Леддеркен.
Еврейское кладбище в районе Леддеркен было открыто в 1893 году: до 1941 года на его площади, составлявшей около 1720 квадратных метров, было похоронено 209 человек. В мае 1939 года местный госпиталь «Diakonissenhaus» (сегодня — «Evangelisches Krankenhaus Witten») приобрел незанятую часть кладбища в рамках программы «арианизации». Во время Второй мировой войны ряд могил был разрушен — вероятно, в результате бомбардировок города авиацией союзников. В 1944 году городской совет Виттена принял решение выкупить территорию кладбища и превратить её в общественный парк — проект не был реализован в связи с дальнейшим ходом боевых действий. В начале 1950-х годов кладбище было передано организации «Jewish Trust Corporation»; с 1962 года кладбище принадлежит Земельной ассоциации еврейских общин Вестфалия-Липпе (Landesverband der Jüdischen Gemeinden von Westfalen-Lippe).
Сегодня на кладбище существуют 130 надгробий, включая несколько недавних захоронений, самое последнее из которых, по состоянию на сентябрь 2012 года, относилось к 1989 году; несколько могил относятся к супругам-неиудеям, находившимся в браке с местными евреями. В 1993 году на кладбище был установлен мемориальный камень, на котором перечислены все известные на тот момент концентрационные лагеря, в которых были убиты евреи города Виттен. Кладбище доступно для экскурсий и охраняется как памятник администрацией города Виттен.